# John Naber
John Phillips Naber (Evanston, Illinois, 20. siječnja 1956.) je bivši američki plivač.
Višestruki je olimpijski pobjednik u plivanju.
Godine 1982. primljen je u Kuću slavnih vodenih sportova.